# Annette Monod
Pour les articles homonymes, voir Monod.
Annette Monod (1909-2001) est une assistante sociale française qui s'est distinguée par ses interventions, sous l'égide de la Croix-Rouge, dans les camps d'internement tels que Drancy, Pithiviers ou Beaune-la-Rolande pendant la Seconde Guerre mondiale. Surnommée « l'ange de Drancy », elle a été l'une des seules à pouvoir pénétrer dans ces camps où elle met en œuvre des services sociaux avec méthode et courage. Avec l'appui du consul de Suède Raoul Nordling et de la Croix-Rouge, elle prend la direction du camp de Drancy une semaine avant la libération de Paris, et fait sortir les prisonniers après les avoir munis de laissez-passer et de cartes d'alimentation. Son action a été popularisée en 2010 par le film La Rafle. 

## Biographie

### Jeunesse et formation
Annette Monod est née le 6 juillet 1909 à Saint-Quentin, où son père André Monod (1877-1947) est pasteur, engagé dans le christianisme social. Annette s'inscrit elle aussi dans ce mouvement, notamment sous l'influence du pasteur de Fives-Lille Henri Nick. Elle passe le diplôme d'État d'assistante sociale à l’École pratique de service social (EPSS), fondée par le pasteur Paul Doumergue, et située place des Vosges, à Paris. Son premier poste est à Ivry-sur-Seine, où elle réside au sein même du quartier ouvrier qui lui est assigné, pour y faire un travail de protection maternelle et infantile. C'est un poste qui dépend d'une œuvre privée, qu'elle-même décrit comme étant très mal payé mais intéressant.

### Seconde Guerre mondiale

#### Débuts au service social de la Marine à Cherbourg
À la déclaration de guerre en 1939, elle est appelée par son ancienne professeure de l'EPSS, Hélène Campinchi, épouse de l'ancien ministre de la marine César Campinchi, pour prendre la direction d'un tout nouveau foyer pour marins à Cherbourg. Elle assure cette fonction pendant 10 mois jusqu'à l'arrivée des troupes allemandes dans la région en juin 1940. Elle revient alors à Paris où elle est recrutée par la Croix-Rouge et envoyée dans les camps de réfugiés à Compiègne, afin de permettre à la Croix-Rouge de porter secours et assistance tant aux Français réfugiés qu'aux prisonniers de guerre en lieu et place de la NSV (Nationalsozialistiche Volkswohlfahrt), service allemand affilié au parti nazi. Elle est chargée de négocier le retrait du NSV avec son responsable sur place, le comte von Thurn und Taxis. Celui-ci se montre compréhensif et se retire.

#### Dans les camps du Loiret
En 1941, la Croix-Rouge l'envoie dans les camps du Loiret. Plus de 3 700 juifs étrangers y sont internés, à la suite de la rafle du 14 mai 1941. Après avoir créé un service social à Beaune-la-Rolande, elle se rend compte que bon nombre d'internés ne s'alimentent quasiment pas parce qu'ils n'ont pas de nourriture casher, et qu'ils sont également privé de vie religieuse faute de disposer du matériel nécessaire à leur culte. Avec l'aide du grand-rabbin de France et des religieuses sur place, et aussi avec l'aide de deux secrétaires-interprètes pour traduire le yiddish et le polonais qui sont les langues majoritaires parmi les détenus, elle met en place tout le nécessaire pour répondre à ces deux problèmes. Elle obtient la fourniture de nourriture compatible de la cacheroute, fournie crue pour permettre une préparation conforme aux règles, et elle fait aussi transiter tout le nécessaire pour recréer une vie communautaire sur le plan cultuel, par la célébration des fêtes juives. On a conservé d'elle un portrait qui lui a été remis par un interné, ainsi dédicacé : « À Mlle Monod, qui représente pour nous, étrangers, la vraie France ».
D'autre part, elle se trouve confrontée à un intendant corrompu qui détournait une partie des vivres destinés aux internés. Alors que sa collègue Yvonne Kocher, qui avait protesté par écrit, avait été renvoyée du camp, Annette Monod prend le parti d'utiliser une méthode digne de Gandhi : se nourrir de la même manière que les internés pendant une semaine avant d’aller solliciter le préfet du Loiret, Jacques Morane. Elle se trouve alors dans un état de faiblesse tel qu'elle perd connaissance dans le bureau du préfet où elle a finalement été reçue. Celui-ci comprend immédiatement la situation et fait révoquer l'intendant,.

#### Drancy et Compiègne
En octobre 1941, elle est appelée à intervenir au camp de Drancy, où les conditions sont bien pires, les internés sont dans des bâtiments en béton pas terminés. Chaque portion d'immeuble est représentée par un chef d'escalier. Elle y organise un service social. Cette fois, cette jeune assistance sociale a pour adjoints des personnages considérables issus des meilleurs milieux parisiens, comme des avocats (notamment François Crémieux), un conseiller d’État (Pierre Masse), ou un conseiller de la Cour de cassation, François Lyon-Caen, qui devient son principal adjoint. Utilisant les mêmes méthodes que Madeleine Barot à Gurs, elle s'attache à occuper intellectuellement et manuellement les internés pour leur éviter le désespoir. Outre un service social proprement dit, elle fait aménager et alimente une bibliothèque, une salle de jeux, un lieu de culte israélite. Avec la « rafle des notables » juifs du 12 décembre 1941, son activité s'étend à un nouveau site d'internement, le camp de Royallieu à Compiègne. Elle en est rapidement renvoyée pour avoir fait sortir des lettres sans les soumettre à la censure.

#### Activité clandestine à Drancy
Faisant passer du linge propre, des colis et des nouvelles aux prisonniers de Drancy, rendant visite aux familles restées en liberté, Annette Monod est bientôt persona non grata à Drancy, chassée pour « excès de zèle » en même temps que l'antenne de la Croix-Rouge est fermée et remplacée par une antenne de l'UGIF (Union générale des israélites de France), le 16 février 1942,. Il faut dire qu'elle mène sous le manteau une activité intense en faveur de la Résistance, convoyant faux papiers et courriers clandestins entre le camp et l'extérieur, car, après sa journée de travail à Drancy, elle fait plusieurs fois par semaine une tournée des quartiers juifs de Paris pour échanger, avec les proches des internés, du linge, des lettres et des nouvelles. Elle est également amenée à communiquer des informations précieuses glanées au contact des autorités de police. Par exemple, en décembre 1941, elle entend dans un bureau voisin, que Jean Wahl, qui a été libéré peu de temps avant du camp de Drancy à la suite d’une épidémie massive de dysenterie, est sur la prochaine liste d'otages qui seront exécutés par les Allemands. Comme elle savait où il habitait, elle se rend immédiatement chez lui pour le prévenir et celui-ci peut ainsi s'enfuir à temps.

#### Rafle du Vel' d'Hiv' et retour dans le Loiret
La rafle du Vel d'Hiv intervient les 16 et 17 juillet 1942. Envoyée en urgence au Vélodrome d'Hiver par la directrice de la Croix-Rouge, elle est l'une des rares assistantes sociales à parvenir à y entrer, aux côtés de quelques infirmières. Le spectacle dantesque qu'elle y découvre la sidère, mais elle constate surtout son impuissance face aux plus de 8 000 personnes, dont 4 000 enfants, qui sont entassées là. Ayant appris des policiers que des transferts massifs de raflés vont avoir lieu en direction des camps du Loiret, elle s'y rend aussitôt pour y préparer l'accueil, car rien n'a été prévu, notamment pour les enfants. Le travail pour réunir le minimum de survie pour les internés est écrasant et repose sur quelques personnes seulement. Une bonne partie de l'intendance est complètement improvisée, avec l'aide de certains, comme les religieuses locales ou les établissements Gringoire de Pithiviers qui acceptent de fournir à Annette Monod, sans ticket de rationnement, des stocks de leurs célèbres biscuits et pains d'épice, mais sans l'assistance d'autres, comme, de l'hôpital de Pithiviers. Les boîtes de biscuits métalliques distribuées par la Croix-Rouge deviennent par exemple la seule vaisselle qui permet de distribuer de la soupe et aussi les seuls pots de chambre disponibles. Début août, les femmes sont déportées, on leur arrache leurs enfants au besoin, et ce sont 4 000 enfants, choqués et désorientés, parfois malades, qui restent parqués dans les camps de transit. Certains ne connaissent ni leur nom de famille ni leur adresse et les gendarmes doivent renoncer à faire l'appel. Ils seront déportés à leur tour à la mi-août, dans l'anonymat et les mauvais traitements. Annette Monod, qui éprouve des sentiments de honte et d'impuissance, reste marquée par cette expérience.
Voyant les enfants séparés de leur mère et déportés en Allemagne sous le prétexte visiblement fallacieux qu'ils allaient y retrouver leurs parents, Annette Monod comprend qu'il s'agit d'une extermination programmée, une information qu'elle partage dans le milieu protestant et avec la Croix-Rouge. Elle côtoie alors le docteur Adélaïde Hautval, une protestante qui s'est fait arrêter après avoir volontairement cousu une étoile jaune sur ses vêtements et qui soigne sans relâche ces enfants,.

#### Camp de Voves et autres activités
Elle reçoit ensuite une nouvelle affectation à Voves (Eure-et-Loir), un camp réservé aux communistes et républicains espagnols. Pendant un an, elle y organise un service social et une vie culturelle et artistique. Malheureusement, son secrétaire et adjoint, un militant communiste, en profite pour s'évader en se cachant dans la malle qui servait à faire entrer les livres  dans le camp. De ce fait, elle est interrogée par la police et son autorisation d'accès lui est retirée,.
Annette Monod s'occupe alors de plus en plus de convoyage et de sauvetage d'enfants juifs. Elle utilise différents moyens à sa disposition, son statut d'employée de la Croix-Rouge, ses relations de famille et au sein du protestantisme, le recours aux faux papiers, aux faux certificats de catholicité qu'elle s'efforce d'obtenir des autorités ecclésiales catholiques, et même la naissance sous X, qui permet à des juifs vivants sous une fausse identité de déclarer la naissance "de père et mère inconnus" tout en conservant la garde de leur enfant.

#### Organisation de la libération de Drancy
Le 17 août 1944, profitant de la négociation du consul de Suède Raoul Nordling avec le général von Choltitz, elle entre avec Raoul Nordling au camp de Drancy et signifie à son commandant, qui n'est autre qu'Alois Brunner, qu'elle le remplace à la tête du camp. Le capitaine SS, conscient de la tournure catastrophique des événements, en profite pour disparaître dans la nature. Du jeudi 17 au dimanche 19 août, alors que Paris n'est pas encore libérée (elle le sera le 25 août), Annette Monod organise la sortie des internés, remettant à chaque interné le minimum vital : des cartes d'alimentation et des papiers. Elle est secondée dans ce travail par une équipe de volontaires, par les chefs d'escalier et par les gendarmes. Elle emporte ensuite les archives subsistantes du camp jusqu'au siège de la Croix-Rouge, rue Vavin, traversant un Paris en pleins combats de la libération.

### Après-guerre
En 1945, toujours employée de la Croix-Rouge, Annette Monod rejoint le service d'accueil des déportés, créé par Marcelle Bidault (dite Agnès), sœur de Georges Bidault, président du Conseil national de la résistance (CNR), à l'hôtel Lutetia. Elle y travaille nuit et jour pendant quelques semaines.  
Marquée par son expérience pendant la guerre, elle décide de continuer à consacrer sa vie aux personnes privées de liberté. Elle inaugure le service social de l'administration pénitentiaire.
Elle devient sous-directrice de la prison d'Haguenau, où il faut régler progressivement le sort des Allemands qui restent et les remplacer par des femmes de droit commun. Elle y reste quatre ans, puis retourne à Paris, comme assistante sociale du ministère de la justice et travaille à la prison de Poissy. 
En 1950, à l'âge de 41 ans, elle rencontre Pierre Leiris (1897-1975), résistant, intellectuel chrétien de gauche engagé (et frère de l'écrivain et anthropologue Michel Leiris), et surtout visiteur de prison, ce qui permet leur rencontre. Elle l'épouse le 31 août 1950. Les détenus de la prison de Poissy leur offrent une Bible avec la dédicace : « Ils se sont connus et aimés en prison ! ». 
Elle termine sa carrière à la prison de Fresnes en tant qu'assistante sociale chef de cette prison, où elle prend soin, successivement, des militants du FLN et de ceux de l'OAS, ainsi que des objecteurs de conscience. Elle s'oppose en particulier aux mauvais traitements infligés aux détenus FLN. À Fresnes, elle visite aussi les condamnés à mort. Seule femme au Conseil supérieur de l’Administration pénitentiaire, elle se préoccupe particulièrement de la réinsertion. 
Opposée à la peine de mort et pacifiste, elle s'engage avec toute son énergie dans le combat de l’ACAT (Action des chrétiens pour l’abolition de la torture) et avec le Centre quaker international de Paris. Dans ces deux activités qui lui occupent toute sa semaine, elle se dépense sans compter, et avec son efficacité coutumière, tant que ses forces le lui permettent.
Elle meurt à Andrésy, le 11 novembre 2001,, cf source fichier INSEE décès année 2001 ligne 505651.

## Hommages

### Distinctions
- Chevalière de la Légion d'honneur (1973)[7] ;
- Médaille de la Résistance française (décret du 31 mars 1947)[8],[13].

### Témoignages
- Pierre Lyon-Caen, avocat général honoraire près la Cour de cassation, rend en 2013 dans La Croix, cet hommage appuyé à Annette Monod, portant particulièrement sur sa période de travail à Drancy où elle s'est liée à sa famille : « Dans ce contexte, la seule lueur d'espoir, le seul être humain susceptible d'apporter aux internés un peu d'air de l'extérieur et d'assurer un lien – même très ténu – avec leur famille, si elle n'avait pas encore été arrêtée – c'était cette jeune femme, à l'apparence timide, mais de très forte personnalité, à la voix douce, attentive à chacun. Dépourvue de tout moyen pour pouvoir, seule, en présence de milliers de détenus et de problèmes aigus, agir utilement, elle parvint cependant à apporter ce réconfort, cette écoute si essentiels dans de tels moments, alors que chaque jour des centaines de nouveaux arrivants, femmes, enfants, vieillards, venaient grossir les effectifs du camp. Son dévouement fut sans limite et son courage tout à fait remarquable: il en fallait pour traiter humainement et avec bonté des proscrits voués officiellement aux gémonies et pour braver les interdits, et risquer elle-même la déportation, en apportant aux familles des détenus des objets personnels, des lettres, souvent les dernières… Ce courage a été paradoxalement reconnu par la direction du camp qui a exigé en février 1942 son départ pour « excès d'activités ». En apportant à des centaines, à des milliers de personnes, dont mon père, un peu de chaleur humaine et d'attention, à la mesure de ses moyens, elle aura été pour beaucoup la dernière lumière qu'ils auront connue, avant de s'enfoncer dans la nuit et le brouillard. (...) Toute sa vie, celle qui est devenue Mme Leiris n'aura pas cessé d'œuvrer auprès de personnes connaissant des situations souvent tragiques, dans un environnement particulièrement lourd et difficile, sans jamais se départir de son calme, de sa modestie, et de son optimisme raisonné. Cette fille de pasteur protestant, elle-même croyante convaincue, n'a pas cessé d'être une sorte de sainte laïque entièrement dévouée au service des autres[5]. »
- L'historien Sébastien Fath écrit quant à lui : « Aux yeux de l’historien, elle restera une témoin engagée, « pour l’honneur de l’humanité », au cœur de l’une des pires infamies qu’a connu l’histoire française contemporaine. Elle a légué une collection de photographies  conservées au Mémorial de la Shoah, montrant des œuvres réalisées par des internés au camp de Beaune-la-Rolande pour une exposition tenue du 15 au 18 mars 1942. On y voit notamment un phare, un bateau de guerre, une plaque de bois gravée… Des dessins aussi. Témoignages de la vie qui veut continuer, vie qu’Annette Monod a protégé comme elle a pu (...) de l’anéantissement. »[14]
- Son biographe Frédéric Anquetil, auteur du livre intitulé Annette Monod : l'ange du Vél d'Hiv, de Drancy et des camps du Loiret[2], considère qu'il était important de combler ainsi une lacune importante de l’histoire de la résistance féminine non-armée[15].

### Le FilmLa Rafle
En 2010, le film La rafle fait ressortir le rôle clé d'Annette Monod lors de la rafle du Vel d'Hiv. Son rôle est joué par l'actrice française Mélanie Laurent, dont l'interprétation est généralement considérée comme "convaincante", voire "déchirante".
La réalisatrice du film Rose Bosch commet toutefois quelques erreurs, relevées notamment par Sébastien Fath :
- elle fait d'Annette Monod, pour les besoins du scenario, une infirmière alors qu'elle est en réalité assistante sociale - une erreur largement répercutée à la suite du film ;
- les circonstances de sa rencontre avec un préfet sont modifiées de façon jugée non crédible par certains critiques[17] ;
- enfin et surtout, elle attribue répétitivement, mais de manière erronée, à Annette Monod le titre de Juste parmi les nations. Interrogé par Sébastien Fath, le Mémorial de la Shoah a confirmé qu’Annette Monod n’est pas inscrite sur la liste des justes. En effet, malgré son travail dangereux et prolongé au service des internés, elle ne répond pas a priori au critère d’obtention de ce titre de juste car elle n’a pas directement sauvé de vies juives[14], ou tout du moins personne parmi les survivants ou leurs proches ne s'est-il manifesté auprès de Yad Vashem pour signaler de tels faits même s'ils se sont produits, ce qui semble au moins être le cas pour Jean Wahl[10] et pour plusieurs enfants juifs[2]. Cette erreur est répercutée par exemple dans le dossier pédagogique du film La Rafle (en page 2), un dossier largement diffusé dans les écoles[14].